# Кашан (Франция)
Кашан (фр. Cachan) — коммуна во Франции, 6,7 км к югу от Парижа, в округе л’Аи-ле-Роз, кантон Кашан.
Здесь была расположена престижная Высшая нормальная школа (в 2019 году преобразована в Высшую нормальную школу Париж-Сакле).